# Tổn thất nhân mạng trong Chiến tranh Việt Nam

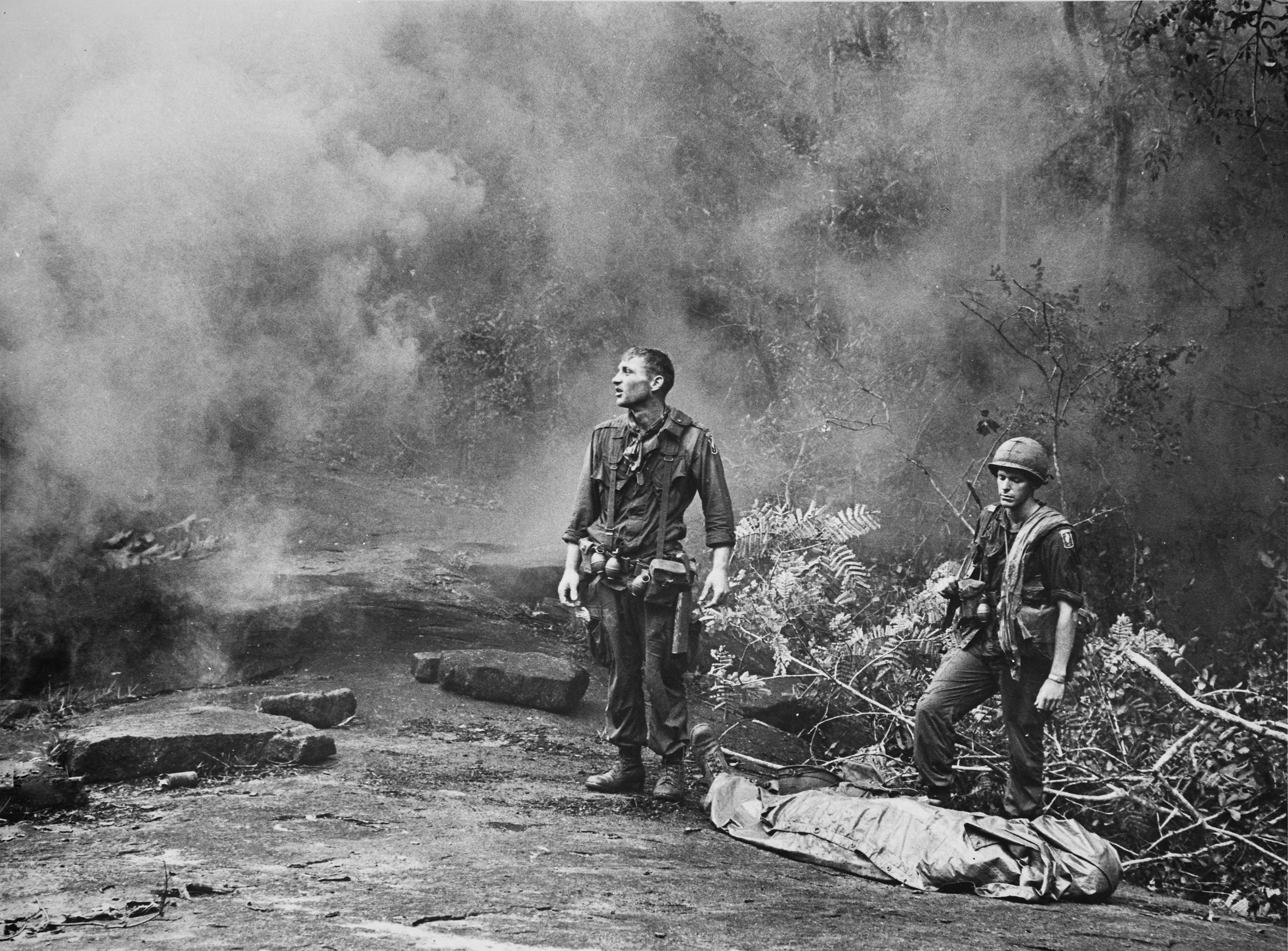
SP4 Ruediger Richter (Columbus, Georgia), Tiểu đoàn 4, Trung đoàn Bộ binh 503, Lữ đoàn nhảy dù chiến đấu 173 đưa mắt mệt mỏi vì trận đánh đang nhìn lên bầu trời trong khi Trung sĩ Daniel E. Spencer (Bend, Oregon) nhìn xuống xác đồng đội. Trận chiến ban ngày kết thúc, họ chờ đợi trực thăng đến di tản đồng đội của họ khỏi các ngọn đồi có rừng nhiệt đới bao phủ tại tỉnh Long Khánh.

Chiến tranh Việt Nam đã gây ra cái chết cho khoảng từ 2 đến 4 triệu người Việt (tính cả binh lính và dân thường tùy theo từng nguồn thống kê khác nhau). Đối với các lực lượng quân sự nước ngoài, Hoa Kỳ có số thương vong cao nhất với khoảng 58.200 binh sĩ chết và hơn 305.000 người bị thương (trong đó 153.000 bị thương nặng hoặc tàn phế). Hàn Quốc có từ 4.400 đến 5.000 binh sĩ chết và khoảng từ 11.000 đến 17.000 người bị thương, Trung Quốc có 1.446 binh sĩ chết trong đó 18 người chết và 67 bị thương trong Hải chiến Hoàng Sa, Úc có khoảng 500 binh sĩ chết và hơn 3.000 người bị thương, New Zealand có 38 binh sĩ chết và 187 người bị thương, Thái Lan có 351 binh sĩ chết, Liên Xô có 16 cố vấn quân sự chết, Bắc Triều Tiên có 14 phi công chết còn Philippines có 9 binh sĩ chết và 64 người bị thương. Tổn thất trực tiếp và gián tiếp của các bên trong cuộc chiến được chia ra như sau:

## Quân đội Nhân dân Việt Nam và Quân Giải phóng Miền Nam Việt Nam
- 849.018 liệt sĩ (khoảng 1/3 chết bởi những nguyên nhân phi chiến đấu như bệnh tật, tai nạn, kiệt sức,...).[3]
- Khoảng 550.000 - 600.000 bị thương.[4]

Theo thống kê của Bộ Lao động - Thương binh và Xã hội Việt Nam, trong tất cả các cuộc chiến tranh kể từ sau năm 1945 (bao gồm Chiến tranh Đông Dương, Chiến tranh Việt Nam, Chiến tranh biên giới Tây Nam, Chiến tranh biên giới Việt-Trung và một số chiến dịch chống thổ phỉ và FULRO), cả Việt Nam có trên 1.140.000 liệt sĩ. Theo thống kê của ngành chính sách quân đội - Cục chính sách - Tổng cục Chính trị - Bộ Quốc phòng thì đến năm 2012, Việt Nam có 1.146.250 liệt sĩ, trong đó có 849.018 liệt sĩ hy sinh trong chiến tranh Việt Nam.
Cần lưu ý, số binh sỹ thiệt mạng không chỉ bao gồm số thiệt mạng trong chiến đấu, mà còn bao gồm số thiệt mạng do bệnh tật, tai nạn, kiệt sức,... Và cũng không chỉ gồm lính chiến đấu mà còn gồm bộ phận không tham gia chiến đấu như cán bộ dân chính, cơ sở chính trị ngầm, tổ chức dân vận,...
Về số thương binh, đến năm 2013 cả nước có 781.021 thương binh và người hưởng chính sách như thương binh, trong đó khoảng 550.000 - 600.000 là thương binh trong chiến tranh.
Tính tới năm 2012, Việt Nam có 9.637 công trình ghi công liệt sĩ trên cả nước (nghĩa trang, đài tưởng niệm, đền thờ). Tỉnh có nhiều liệt sĩ nhất Việt Nam là Quảng Nam với 65.000 liệt sĩ (ngoài ra tỉnh Quảng Nam còn có hơn 30.000 thương binh). Huyện có nhiều liệt sỹ nhất cả nước là huyện Điện Bàn (cũng thuộc tỉnh Quảng Nam) với hơn 19.800 liệt sĩ.
Từ tháng 12/1994 đến hết năm 2001, Việt Nam đã phong tặng hoặc truy tặng danh hiệu "Bà mẹ Việt Nam anh hùng" cho 44.253 bà mẹ có chồng, con hy sinh trong chiến tranh. Một số Bà mẹ Việt Nam anh hùng tiêu biểu như mẹ Nguyễn Thị Thứ ở Quảng Nam có chồng, 9 con đẻ, 1 con rể, 2 cháu ngoại là liệt sĩ; Mẹ Trần Thị Mít ở Quảng Trị có chồng, 6 con đẻ, 1 con dâu và 1 cháu nội là liệt sĩ; Mẹ Lê Thị Tự ở Quảng Nam có 9 con là liệt sĩ; Mẹ Phạm Thị Ngư ở Bình Thuận, mẹ Nguyễn Thị Rành ở huyện Củ Chi đều có 8 con là liệt sĩ, bản thân 2 mẹ cũng là Anh hùng lực lượng vũ trang nhân dân. Số lượng Bà mẹ Việt Nam anh hùng chia theo khu vực như sau:
- Miền Bắc: 15.033 mẹ.
- Miền Nam: 29.220 mẹ.
- Tỉnh Quảng Nam là tỉnh có nhiều Bà mẹ Việt Nam anh hùng nhất với 11.658 mẹ.

Nhờ các hoạt động quy tập mộ liệt sĩ, đến năm 2012, Việt Nam đã quy tập được hơn 937.000 hài cốt liệt sĩ, trong đó tổng số mộ liệt sĩ trong các nghĩa trang liệt sĩ là 780.522 mộ; tổng số mộ liệt sĩ gia đình quản lý là 156.904 mộ. Số địa phương còn nhiều mộ liệt sĩ chưa được quy tập là 18 tỉnh, là những địa bàn chiến tranh ác liệt. Tính đến tháng 7/2014, sau 20 năm liên tục tiến hành các cuộc tìm kiếm, Việt Nam đã tìm thêm được gần 90.000 hài cốt liệt sĩ, song vẫn còn khoảng 214.000 liệt sĩ chưa tìm được hài cốt. Nhiệm vụ tìm kiếm số hài cốt còn lại là hết sức khó khăn, phức tạp do địa hình, địa vật tại nơi chôn cất có nhiều thay đổi, đặc biệt là thông tin trong giấy báo tử, hồ sơ danh sách liệt sĩ được ghi theo ký hiệu, phiên hiệu, mật danh riêng của đơn vị để giữ bí mật.
Trong các báo cáo sau trận đánh, quân đội Mỹ thường dùng tỉ lệ "1 đổi 10" (1 lính Mỹ thương vong đổi 10 lính Quân đội Nhân dân Việt Nam). Tuy nhiên, tỉ lệ này là phi lý vì nếu cộng lại thì nó còn vượt gấp nhiều lần tổng quân số của Quân đội Nhân dân Việt Nam. Số liệu toàn cuộc chiến cho thấy thương vong của hai bên khá tương đương. Do đó, tỷ lệ "1 đổi 10" hiện nay được các nhà sử học xác định là do quân Mỹ phóng đại nhiều lần so với thực tế, cả vì vô tình lẫn cố ý, ví dụ như:
- Để đơn vị và bản thân được khen thưởng, các sĩ quan Mỹ thường cố ý khai khống số thi thể đối phương đếm được vì dù sao cũng chẳng có ai kiểm chứng lại báo cáo của họ.[cần dẫn nguồn]
- Khi ném bom hoặc pháo kích, nhiều thi thể không còn nguyên vẹn, thi thể của 1 người có thể bị tưởng là của nhiều người.[cần dẫn nguồn]
- Mặt khác, trong nhiều trường hợp, cả do vô tình lẫn cố ý, lính Mỹ đã tính luôn xác thường dân vào số lính đối phương bị tiêu diệt.[cần dẫn nguồn]

Các tài liệu mới do Quân đội Nhân dân Việt Nam công bố về thương vong trong các trận đánh cũng thấp hơn khá nhiều so với ước tính của Mỹ. Một số ví dụ khác về tài liệu Mỹ tịch thu được cho thấy con số thương vong thực của Quân đội Nhân dân Việt Nam thường chỉ bằng 1/2 so với con số mà Hoa Kỳ công bố. Thực tế tổng kết số liệu toàn cuộc chiến, thương vong của 2 bên khá tương đương (tuy rằng tỉ lệ tử vong của lính Mỹ và đồng minh thấp hơn do được hỗ trợ quân y tốt hơn).
Một tỉ lệ khá lớn số binh sĩ thiệt mạng của Quân đội Nhân dân Việt Nam (có thể lên tới 40%) không phải trong chiến đấu mà bởi các nguyên nhân diễn ra trong hoàn cảnh chiến đấu khó khăn (như tai nạn, rắn cắn, thú dữ, bệnh tật, thiếu dinh dưỡng...), đặc biệt với những đoàn quân hành quân qua Đường mòn Hồ Chí Minh. Tính trung bình, trong giai đoạn nửa đầu (trước 1968), khi quân đội Mỹ đánh phá ác liệt và hệ thống quân y viện chưa phổ biến, cứ 10 lính Quân đội Nhân dân Việt Nam vào Nam chiến đấu thì chỉ 5-6 người vào tới miền Nam, còn lại hầu hết bị ốm hoặc tử vong dọc đường do sốt rét, rắn cắn, kiệt sức hoặc tai nạn. Hiện Nghĩa trang Liệt sĩ Trường Sơn là nghĩa trang liệt sĩ lớn nhất Việt Nam với hơn 1 vạn mộ, song cũng chỉ chiếm một phần tương đối nhỏ so với con số thực tế bộ đội đã hy sinh khi hành quân trên tuyến đường này.
Con số bị thương cũng khó xác định bởi nhiều chiến binh bị thương nhiều lần, nhiều người khác lại không bị thương do bom đạn mà bị mất sức chiến đấu do bệnh tật và khó lần tìm bằng cách xem sổ sách lưu giữ, nhất là đối với lực lượng du kích ở miền Nam. Hơn nữa việc cấp cứu y tế khó khăn và thiếu thốn thuốc men cho lực lượng du kích đồng nghĩa với tỷ lệ chết của thương binh cao hơn nhiều so với của lực lượng Hoa Kỳ và đồng minh ở miền Nam (thông thường cứ 2 lính quân Giải phóng bị thương thì có 1 chết vì không đủ phương tiện cứu chữa, trong khi cứ 6 lính Mỹ và đồng minh bị thương thì mới có 1 chết do có hệ thống quân y trang bị đầy đủ).

## Hoa Kỳ
- Khoảng 58.200 tử trận và chết vì lý do khác.[11]
- Hơn 304.000 bị thương. Trong đó 153.303 bị thương nặng hoặc tàn phế.[12]
- 1.584 - 1.948 mất tích.[13][14]

| Quốc gia | Binh chủng          | Con số binh sỹ phục vụ | Chết   | Bị thương | Mất tích |
| -------- | ------------------- | ---------------------- | ------ | --------- | -------- |
| Hoa Kỳ   | Lục quân            | 4.940.000              | 38.218 | 96.802    |          |
|          | Thủy quân lục chiến | 794.000                | 14.840 | 51.392    |          |
|          | Hải quân            | 1.842.000              | 2.565  | 4.178     |          |
|          | Không quân          | 1.740,000              | 2.587  | 1.021     |          |
|          | Tổng số             | 8.744.000              | 58.209 | 153.303   | 1.948    |

| Quốc gia | Năm chết  | Số người chết |
| -------- | --------- | ------------- |
| Hoa Kỳ   | 1956-1964 | 401           |
|          | 1965      | 1.863         |
|          | 1966      | 6.143         |
|          | 1967      | 11.153        |
|          | 1968      | 16.592        |
|          | 1969      | 11.616        |
|          | 1970      | 6.081         |
|          | 1971      | 2.357         |
|          | 1972      | 641           |
|          | 1973      | 168           |
|          | 1974-1998 | 1.333         |

Mỹ chịu tổng thương vong là 362.000, chỉ kém một chút so với Chiến tranh Thái Bình Dương (409.000 thương vong), do Chiến tranh Thái Bình Dương khốc liệt hơn nhiều.Tuy nhiên, tỷ lệ lính Mỹ thiệt mạng được so với các cuộc chiến trước được giảm xuống khá thấp. Tại Việt Nam, lần đầu tiên Hoa Kỳ trang bị rộng rãi các phương tiện cơ giới như xe bọc thép và nhất là trực thăng. Điều này cho phép quân Mỹ khi bị thương nặng có thể được vận chuyển đến trạm phẫu thuật rất nhanh chóng (chỉ dưới 15 phút), cho phép hạn chế tỉ lệ tử vong của thương binh xuống đáng kể. Nếu như trong Chiến tranh thế giới thứ hai và Chiến tranh Triều Tiên, trung bình cứ 3 lính Mỹ bị thương thì có 1 chết thì tỉ lệ này ở Việt Nam là 6 lính Mỹ bị thương mới có 1 chết (tức giảm 1 nửa số lính thiệt mạng so với trước).
Thương vong của lính Mỹ chia theo nguyên nhân:
- 51% số tử vong và 16% số bị thương là do các loại súng bộ binh như AK-47, SKS...
- 36% số tử vong và 65% số bị thương là do mảnh văng từ đạn pháo binh, súng cối, lựu đạn.
- 11% số tử vong và 15% số bị thương là do các loại bẫy treo và mìn.
- 2% số bị thương được gây ra bởi các loại bẫy như hầm chông, cọc nhọn,...
- 2% số tử vong và 2% số bị thương được gây ra bởi các phương tiện khác.

Bên cạnh những tổn thất về sinh mạng về thể xác, lính Mỹ còn phải chịu những mất mát nặng nề về tinh thần. Hàng trăm ngàn lính Mỹ khi về nước đã mắc nhiều chứng rối loạn tâm thần do bị chấn thương tâm lý bởi những nỗi khiếp sợ họ gặp ở Việt Nam (thường được người Mỹ gọi là Hội chứng Việt Nam); khoảng 200.000 lính Mỹ nghiện ma túy trong những ngày ở Việt Nam. Thêm vào đó, hàng trăm ngàn lính Mỹ đã bị nhiễm chất độc màu da cam, khiến sức khỏe của họ dần hao mòn và con cháu mà họ sinh ra bị mắc nhiều chứng dị tật bẩm sinh khác nhau.

### Tổn thất đầu tiên và cuối cùng của Hoa Kỳ
- Dân sự:
  - 6/5/1954 - James 'Earthquake McGoon' McGovern và phi công phụ Wallace Buford chết tại Lào (bị pháo cao xạ của Quân đội Nhân dân Việt Nam bắn rơi khi đang thả dù cho quân đội Pháp trong trận Điện Biên Phủ).
- Quân sự:
  - 12–15/5/1975 - 41 quân nhân chết và 41 người khác bị thương trong Sự kiện Mayaguez tại Campuchia Dân chủ.

### Tù binh chiến tranh
- Tù binh chiến tranh đầu tiên:
  - 26/12/1961 - George F. Fryett là tù binh đầu tiên bị bắt và được phóng thích vào tháng 6/1962.
- Tù binh chiến tranh cuối cùng:
  - 27/1/1973 - Phillip A. Kientzler là tù binh cuối cùng bị bắt và được phóng thích vào ngày 27/3/1973.
- Tù binh chiến tranh bị giam giữ lâu nhất:
  - 8 năm, 355 ngày - Floyd James Thompson bị bắt ngày 26/3/1964 và được phóng thích ngày 16/3/1973. Chỉ thiếu 10 ngày nữa là đủ 9 năm làm tù binh chiến tranh, ông bị bắt giữ làm tù binh lâu nhất trong Chiến tranh Việt Nam cũng như là tù binh bị bắt giữ lâu nhất trong lịch sử Hoa Kỳ.[cần dẫn nguồn]

## Việt Nam Cộng hòa
Quân lực Việt Nam Cộng hòa:
- ~310.000 tử trận hoặc mất tích.[18]
- ~1.170.000 bị thương.[cần dẫn nguồn]

Con số 220.357 tử trận được Lewy dẫn từ tài liệu lưu trữ của Bộ Quốc phòng Hoa Kỳ, tính từ năm 1965 đến 1974. Cộng thêm con số tử trận trong giai đoạn 1974-1975 và trước đó cho ra ước tính khoảng 300.000 tử trận. Nhà sử học R.J. Rummel đưa ra con số ước tính cao nhất có thể lên tới 313.000.
Theo thống kê chi tiết của Jeffrey J. Clarke, tính từ năm 1960-1974, Quân lực Việt Nam Cộng hòa có 254.256 lính tử trận. Cộng thêm con số tử trận trong các năm 1956-1959 và năm 1975 thì số lính Việt Nam Cộng hòa tử trận ước tính là vào khoảng 310.000 người.
Từ năm 1965-1972, ước tính có khoảng 840.000 binh sĩ Quân lực Việt Nam Cộng hòa đã đào ngũ. Giữa tháng 4-12/1974, có 176.000 lính đào ngũ. Số lượng lính đào ngũ không được tính vào con số thương vong.

## Hàn Quốc
- 4.407 - 5.099 tử trận.[21][22][23][24]
- 10.962 - 17.060 bị thương.[21][22][23][24]
- 4 mất tích.[21][22][23][24]

## CHDCND Triều Tiên
- 14 phi công chết.[cần dẫn nguồn]
- 2 cố vấn bị thương.[cần dẫn nguồn]

## Trung Quốc
- 1.446 lính công binh chết (phần lớn do bệnh tật, tai nạn hoặc trúng bom ném từ máy bay Mỹ).[cần dẫn nguồn]
- 18 lính hải quân chết và 67 người khác bị thương trong Hải chiến Hoàng Sa.

## Liên Xô
Khoảng 6.000 quân nhân Liên Xô từng có mặt ở Việt Nam trong thời gian chiến tranh với vai trò cố vấn kỹ thuật và huấn luyện. Ngoài ra, còn một số đặc nhiệm được cử sang Lào để thực hiện một số chiến dịch bí mật. 16 trong số đó thiệt mạng do bệnh tật hoặc tai nạn (không có ghi nhận thiệt mạng trong chiến đấu).

## Philippines
- 9 tử trận.[25]
- 64 bị thương.[26]

## Thái Lan
- 351 tử trận.[21]
- 1.358 bị thương.[cần dẫn nguồn]

## Úc
Khoảng 502 tử trận trong đó:
- 426 chết trong chiến đấu.[cần dẫn nguồn]
- 76 chết vì các nguyên nhân khác (tai nạn hoặc bệnh tật).[cần dẫn nguồn]

## New Zealand
- 55 tử trận (trong đó có 2 dân thường).[cần dẫn nguồn]
- 212 bị thương.[21]

## Đài Loan
- 25 tử trận.[27]
- 17 bị bắt làm tù binh.[28]

## Campuchia
- 70.000 dân thường chết.[cần dẫn nguồn]

## Lào
- ~30.000 quân Hoàng gia chết.[cần dẫn nguồn]
- ~50.000 dân thường chết.[cần dẫn nguồn]

## Tổn thất dân sự
- Khoảng 900.000-4.000.000 dân thường chết, Bộ Lao động Thương binh và Xã hội Việt Nam đưa ra con số này vào ngày 3/4/1995, 2 triệu thường dân tại miền Bắc và 2 triệu tại miền Nam đã chết khoảng giữa năm 1954-1975. Con số tổn thất dân sự của miền Bắc có thể là hậu quả của các chiến dịch ném bom của Hoa Kỳ trong chiến tranh Việt Nam.[cần dẫn nguồn]
- Khoảng 3.000.000 bị ảnh hưởng bởi chất độc da cam.
- Số liệu chính thức về thương vong của phía Việt Nam được chính thức công bố gần đây nhất:[cần dẫn nguồn]

- Gần 2 triệu thường dân chết.
- Hơn 2 triệu thường dân mang thương tật suốt đời.
- Khoảng 2 triệu người (bao gồm cả quân nhân) bị phơi nhiễm các loại hóa chất độc hại.
Nick Turse, trong cuốn sách "Giết mọi thứ di động", lập luận rằng: "... việc không ngừng tìm kiếm nhiều hơn số xác chết, việc sử dụng lan tràn vùng tự do bắn phá, thường dân có thể bị xem là du kích, và thái độ khinh miệt phổ biến dành cho thường dân Việt Nam đã dẫn đến thương vong lớn và tội ác chiến tranh gây ra bởi quân đội Mỹ. Một ví dụ là Chiến dịch Speedy Express, được mô tả bởi John Paul Vann, là 1 vụ thảm sát còn ghê gớm gấp nhiều lần Thảm sát Mỹ Lai". Cụ thể:
Đại úy không quân Brian Wilson, thực hiện ném bom vào vùng tự do bắn phá, nhận thấy những kết quả đầu tiên: "Đó là hình ảnh thu nhỏ của sự vô đạo đức,... Một trong những lần tôi đếm số xác chết sau khi không kích kết thúc với hai quả bom napan, thứ sẽ đốt cháy tất cả mọi thứ, tôi đếm được 62 thi thể. Trong báo cáo của tôi, tôi mô tả họ gồm rất nhiều phụ nữ ở khoảng 15 tới 25 tuổi và rất nhiều trẻ em, thường nằm chết trong vòng tay người mẹ hoặc chị bên cạnh rất nhiều người già". Thế nhưng sau khi đọc báo cáo chính thức, Wilson lại thấy những thi thể thường dân này được quân đội Mỹ liệt kê là 130 lính địch bị giết. 